# Magnar Solberg
Magnar Solberg (* 4. Februar 1937 in Soknedal (heute Midtre Gauldal), Provinz Sør-Trøndelag) ist ein ehemaliger norwegischer Biathlet.
Er gewann bei den Olympischen Winterspielen 1968 in Grenoble die Goldmedaille über 20 km und mit der 4 × 7,5-km-Staffel die Silbermedaille. 1972 in Sapporo wurde er als 35-Jähriger erneut Olympiasieger über die 20-km-Distanz. Daneben gewann er zwischen 1969 und 1971 drei Silber- und zwei Bronzemedaillen bei Weltmeisterschaften.
1968 wurde er mit der Morgenbladet-Goldmedaille geehrt.
Bis Solberg im Februar 2006 von dem damals 39-jährigen kanadischen Skeletonfahrer Duff Gibson abgelöst wurde, war er von 1972 an 34 Jahre lang der älteste Einzelsieger bei Olympischen Winterspielen.